# Geckolepis
Geckolepis Grandidier, 1867 è un genere di piccoli sauri della famiglia dei Gekkonidi, endemico del Madagascar e delle isole Comore.

## Biologia
Sono gechi notturni, si nutrono di insetti.

## Tassonomia
Il genere Gekolepis comprende 4 specie:
- Geckolepis humbloti Vaillant, 1887
- Geckolepis maculata Peters, 1880
- Geckolepis polylepis Boettger, 1893
- Geckolepis typica Grandidier, 1867